# ماستکتومی رادیکال
ماستکتومی رادیکال(به انگلیسی: Radical mastectomy)، مدلی از جراحی بوده که بر روی پستان انجام می‌گیرد. در طی ماستکتومی رادیکال، بخش عمده عضلات قفسه سینه (از جمله سینه‌ای بزرگ و کوچک) و غدد لنفاوی زیر بغل، جهت درمان سرطان پستان برداشته می‌شوند.
در این عمل جراحی ممکن است همچنین درن‌هایی در اطراف محل جراحی کار گذاشته شود که به صورت روندی که برای حمایت بیشتر است و بعد از عمل جراحی به صورت تاخیری درهنگام ویزیت برداشته می‌شود.

بافت اسکاری که بعد از جراحی در محل بسته شدن برش توسط بخیه‌ها یا استاپلر باقی می‌ماند، حدود ۶ تا۸ سانتی متر طول خواهد داشت.

## تاریخچه
این روش برای اولین بار توسط ویلیام استوارت هالستد در سال ۱۸۸۲ بکار گرفته شد.
از حدود سال ۱۸۹۵ تا اواسط ۱۹۷۰ حدود ۹۰ درصد از زنان برای درمان سرطان پستان (به روش ویلیام هالستد) در ایالات متحده آمریکا تحت نظر گرفته شدند. از جایی که انجام این روش جراحی باعث بدفرمی بافت سینه‌ای و نمای آن می‌شود، جز در موارد شدید انجام نمی‌شود.

پیش از سال ۱۹۷۵، زنانی که دارای توده ثابت و بدخیم در ناحیه پستان بودند توسط ماستکتومی رادیکال تحت درمان قرار داده می‌شدند چرا که باور بر این بود که این کار از بروز بیش تر توده به نواحی مجاور جلوگیری می‌کند.

## نگارخانه

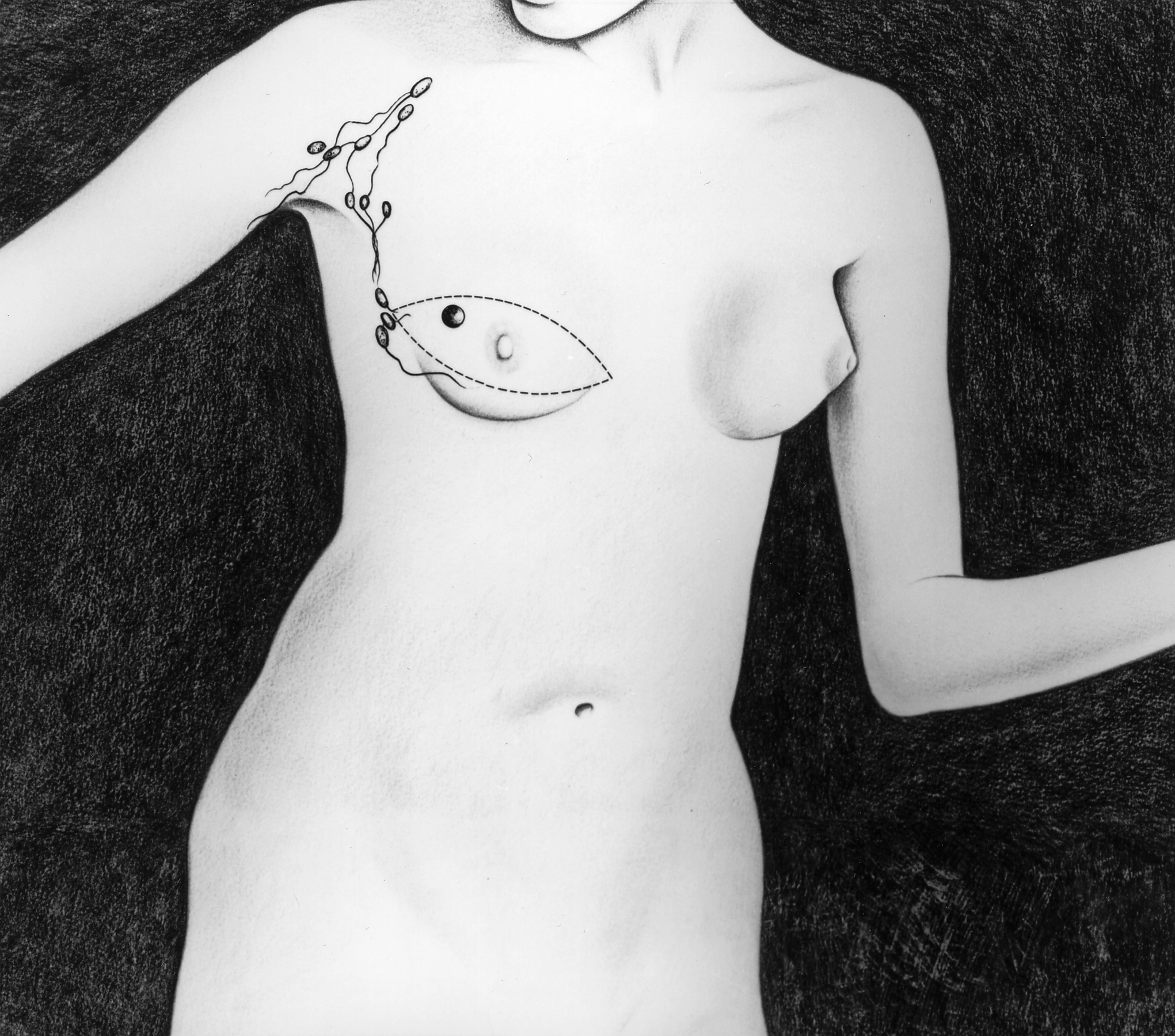
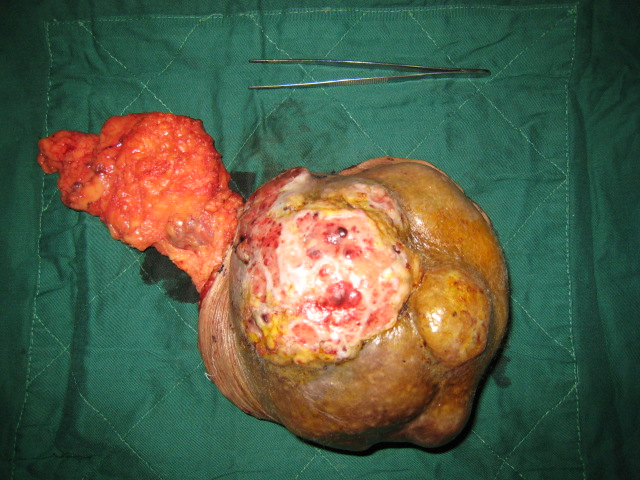